# Dipoena augara
Espèce
Dipoena augara est une espèce d'araignées aranéomorphes de la famille des Theridiidae.

## Distribution
Cette espèce se rencontre au Brésil dans l'État d'Amazonas et au Venezuela dans l'État d'Aragua,.

## Description
La femelle holotype mesure 1,8 mm.

## Publication originale
- Levi, 1963 : American spiders of the genera Audifia, Euryopis and Dipoena (Araneae: Theridiidae). Bulletin of the Museum of Comparative Zoology, vol. 129, no 2, p. 121-185 (texte intégral).